# Coppa Italia 1983-1984
La Coppa Italia 1983-1984 fu la 37ª edizione della manifestazione calcistica. Iniziò il 21 agosto 1983 e si concluse il 26 giugno 1984.
Fu vinta dalla Roma, in finale contro il Verona.

## Stagione

### Formula
Il primo turno era organizzato su otto gironi da sei squadre, disputato su gare di sola andata; per ogni incontro erano assegnati due punti al vincitore, uno in caso di pareggio e zero per la sconfitta. Accedevano alla seconda fase le prime due classificate di ciascun girone.
Nella seconda fase si disputavano turni ad eliminazione diretta (ottavi, quarti, semifinali e finale), tutte su gare di andata e ritorno.

### Eventi
Questa edizione fu stata funestata dalla tragica morte di Stefano Furlan, ucciso da un poliziotto al termine dell'incontro Triestina - Udinese, valido per l'andata degli ottavi di finale, disputato l'8 febbraio 1984.
Il Bari di Serie C1, allenato da Bruno Bolchi, giunse fino in semifinale dopo aver eliminato prima la Juventus agli ottavi e poi la Fiorentina ai quarti di finale, entrambe squadre di massima serie con organici ben più attrezzati; un record nazionale per i pugliesi, eguagliato dopo trentadue anni dall'Alessandria di Lega Pro.

## Primo turno

### Girone 1
| Squadra      | P.ti | G | V | N | P | GF | GS | DR |
| ------------ | ---- | - | - | - | - | -- | -- | -- |
| 1. Sampdoria | 7    | 5 | 3 | 1 | 1 | 8  | 3  | +5 |
| 2. Triestina | 7    | 5 | 3 | 1 | 1 | 7  | 3  | +4 |
| 3. Cremonese | 7    | 5 | 3 | 1 | 1 | 9  | 7  | +2 |
| 4. Pistoiese | 5    | 5 | 2 | 1 | 2 | 8  | 6  | +2 |
| 5. Pisa      | 2    | 5 | 1 | 0 | 4 | 6  | 12 | -6 |
| 6. Campania  | 2    | 5 | 0 | 2 | 3 | 3  | 10 | -7 |

| Arbitro: | Bianciardi (Siena) |

|              |           |                                      |
| Sorbello 85’ | Marcatori | 54’ Scanziani 66’ Guerrini 73’ Galia |

| Arbitro: | Sguizzato (Verona) |

|                           |           |  |
| Garritano 57’ Manfrin 90’ | Marcatori |  |

| Arbitro: | Longhi (Roma) |

|                                     |           |                |
| De Falco 13’ Romano 31’ Perrone 70’ | Marcatori | 85’ Occhipinti |

| Arbitro: | Pellicanò (Reggio Calabria) |

|                         |           |            |
| Finardi 49’ (rig.), 77’ | Marcatori | 34’ Romano |

| Arbitro: | Polacco (Conegliano) |

|                               |           |  |
| Criscimanni 8’ Kieft 82’, 89’ | Marcatori |  |

| Arbitro: | Pirandola (Lecce) |

|                                                |           |           |
| Francis 15’ Scanziani 22’ Mancini 26’ Pari 68’ | Marcatori | 45’ Giani |

| Napoli 28 agosto 1983, ore 20:45 CEST 3ª giornata | Campania     | 0 – 0 referto | Pistoiese | Stadio San Paolo\| Arbitro: \| Baldi (Roma) \| |
| Arbitro:                                          | Baldi (Roma) |               |           |                                                |

| Arbitro: | Leni (Perugia) |

|                |           |                                           |
| Kieft 16’, 84’ | Marcatori | 68’ Mazzoni 69’ Vialli 83’ (rig.) Finardi |

| Arbitro: | Angelelli (Terni) |

|             |           |  |
| Vailati 32’ | Marcatori |  |

| Napoli 31 agosto 1983, ore 20:45 CEST 4ª giornata | Campania       | 0 – 0 referto | Triestina | Stadio San Paolo\| Arbitro: \| Boschi (Parma) \| |
| Arbitro:                                          | Boschi (Parma) |               |           |                                                  |

| Cremona 31 agosto 1983, ore 21:00 CEST 4ª giornata | Cremonese           | 0 – 0 referto | Sampdoria | Stadio Giovanni Zini\| Arbitro: \| Lo Bello (Siracusa) \| |
| Arbitro:                                           | Lo Bello (Siracusa) |               |           |                                                           |

| Arbitro: | Lombardo (Marsala) |

|                                              |           |  |
| Manfrin 6’ Russo 10’, 63’, 69’ Garritano 77’ | Marcatori |  |

| Arbitro: | Tubertini (Bologna) |

|                                                 |           |                       |
| Galvani 7’ Bonomi 30’ Vialli 31’ Paolinelli 83’ | Marcatori | 44’ Liguori 86’ Arena |

| Arbitro: | Ciulli (Roma) |

|             |           |  |
| Francis 12’ | Marcatori |  |

| Arbitro: | Paparesta (Bari) |

|                         |           |  |
| Braghin 37’ Ascagni 87’ | Marcatori |  |

### Girone 2
| Squadra      | P.ti | G | V | N | P | GF | GS | DR |
| ------------ | ---- | - | - | - | - | -- | -- | -- |
| 1. Juventus  | 6    | 5 | 2 | 2 | 1 | 7  | 5  | +2 |
| 2. Bari      | 6    | 5 | 1 | 4 | 0 | 3  | 2  | +1 |
| 3. Lazio     | 5    | 5 | 1 | 3 | 1 | 3  | 2  | +1 |
| 4. Catanzaro | 5    | 5 | 1 | 3 | 1 | 2  | 1  | +1 |
| 5. Perugia   | 5    | 5 | 1 | 3 | 1 | 2  | 3  | -1 |
| 6. Taranto   | 3    | 5 | 1 | 1 | 3 | 3  | 7  | -4 |

| Catanzaro 21 agosto 1983, ore 17:30 CEST 1ª giornata | Catanzaro       | 0 – 0 referto | Lazio | Stadio Comunale\| Arbitro: \| Magni (Bergamo) \| |
| Arbitro:                                             | Magni (Bergamo) |               |       |                                                  |

| Arbitro: | Ballerini (La Spezia) |

|           |           |  |
| Mauti 42’ | Marcatori |  |

| Arbitro: | Esposito (Torre del Greco) |

|  |           |               |
|  | Marcatori | 85’ De Trizio |

| Arbitro: | Agnolin (Bassano del Grappa) |

|                  |           |                           |
| Messina 29’, 47’ | Marcatori | 84’ Cabrini 90+1’ Platini |

| Arbitro: | Lamorgese (Potenza) |

|                          |           |  |
| Cascione 70’ Nastase 82’ | Marcatori |  |

| Arbitro: | Barbaresco (Cormons) |

|                       |           |  |
| Vella 34’ D'Amico 47’ | Marcatori |  |

| Arbitro: | Lanese (Messina) |

|           |           |  |
| Penzo 56’ | Marcatori |  |

| Perugia 28 agosto 1983, ore 20:30 CEST 3ª giornata | Perugia       | 0 – 0 referto | Bari | Stadio Renato Curi\| Arbitro: \| Testa (Prato) \| |
| Arbitro:                                           | Testa (Prato) |               |      |                                                   |

| Arbitro: | Pieri (Genova) |

|              |           |  |
| Caricola 20’ | Marcatori |  |

| Bari 31 agosto 1983, ore 20:30 CEST 4ª giornata | Bari            | 0 – 0 referto | Lazio | Stadio della Vittoria\| Arbitro: \| Facchin (Udine) \| |
| Arbitro:                                        | Facchin (Udine) |               |       |                                                        |

| Catanzaro 31 agosto 1983, ore 17:00 CEST 4ª giornata | Catanzaro                    | 0 – 0 referto | Perugia | Stadio Comunale\| Arbitro: \| Agnolin (Bassano del Grappa) \| |
| Arbitro:                                             | Agnolin (Bassano del Grappa) |               |         |                                                               |

| Arbitro: | Bianciardi (Siena) |

|                             |           |            |
| Platini 12’ Boniek 16’, 50’ | Marcatori | 53’ Fracas |

| Bari 4 settembre 1983, ore 20:30 CEST 5ª giornata | Bari          | 0 – 0 referto | Catanzaro | Stadio della Vittoria\| Arbitro: \| Redini (Pisa) \| |
| Arbitro:                                          | Redini (Pisa) |               |           |                                                      |

| Arbitro: | D'Elia (Salerno) |

|                   |           |             |
| Boniek 55’ (aut.) | Marcatori | 56’ Cabrini |

| Arbitro: | Baldi (Roma) |

|            |           |                   |
| Fracas 32’ | Marcatori | 28’ (rig.) Valigi |

### Girone 3
| Squadra    | P.ti | G | V | N | P | GF | GS | DR |
| ---------- | ---- | - | - | - | - | -- | -- | -- |
| 1. Udinese | 8    | 5 | 3 | 2 | 0 | 9  | 5  | +4 |
| 2. Varese  | 6    | 5 | 1 | 4 | 0 | 3  | 2  | +1 |
| 3. Bologna | 5    | 5 | 1 | 3 | 1 | 4  | 4  | 0  |
| 4. Cavese  | 5    | 5 | 1 | 3 | 1 | 6  | 7  | -1 |
| 5. Napoli  | 4    | 5 | 1 | 2 | 2 | 4  | 4  | 0  |
| 6. Cosenza | 2    | 5 | 1 | 0 | 4 | 4  | 8  | -4 |

| Cava dei Tirreni 21 agosto 1983, ore 17:45 CEST 1ª giornata | Cavese       | 0 – 0 referto | Varese | Stadio Simonetta Lamberti\| Arbitro: \| Baldi (Roma) \| |
| Arbitro:                                                    | Baldi (Roma) |               |        |                                                         |

| Arbitro: | Lanese (Messina) |

|  |           |                  |
|  | Marcatori | 72’, 84’ De Rosa |

| Arbitro: | Pirandola (Lecce) |

|          |           |         |
| Zico 50’ | Marcatori | 82’ Pin |

| Arbitro: | De Marchi (Novara) |

|                        |           |                            |
| Facchini 5’ Macina 40’ | Marcatori | 8’ Vagheggi 25’ Di Michele |

| Arbitro: | Menicucci (Firenze) |

|                     |           |                     |
| Renzetti 33’ (rig.) | Marcatori | 35’ Zico 73’ Edinho |

| Napoli 24 agosto 1983, ore 21:00 CEST 2ª giornata | Napoli            | 0 – 0 referto | Varese | Stadio San Paolo\| Arbitro: \| Pairetto (Torino) \| |
| Arbitro:                                          | Pairetto (Torino) |               |        |                                                     |

| Arbitro: | Altobelli (Roma) |

|            |           |  |
| Frutti 75’ | Marcatori |  |

| Arbitro: | Vitali (Bologna) |

|                      |           |  |
| Mauro 22’ Edinho 45’ | Marcatori |  |

| Arbitro: | Coppetelli (Tivoli) |

|                     |           |  |
| Fiorelli 45’ (aut.) | Marcatori |  |

| Arbitro: | Menicucci (Firenze) |

|                       |           |            |
| Di Michele 75’ (rig.) | Marcatori | 77’ Dirceu |

| Arbitro: | Da Pozzo (Monza) |

|              |           |  |
| Frigerio 71’ | Marcatori |  |

| Arbitro: | Altobelli (Roma) |

|                       |           |                     |
| Strappa 1’ Mattei 89’ | Marcatori | 50’ Zico 63’ Causio |

| Bologna 4 settembre 1983, ore 21:00 CEST 5ª giornata | Bologna             | 0 – 0 referto | Varese | Stadio Renato Dall'Ara\| Arbitro: \| Lo Bello (Siracusa) \| |
| Arbitro:                                             | Lo Bello (Siracusa) |               |        |                                                             |

| Arbitro: | Sguizzato (Verona) |

|                                           |           |                                |
| Di Michele 24’ Gasperini 34’ Vagheggi 61’ | Marcatori | 54’ Maniero 89’ (aut.) Bitetto |

| Arbitro: | Longhi (Roma) |

|           |           |                        |
| Casale 5’ | Marcatori | 31’ Gerolin 74’ Causio |

### Girone 4
| Squadra           | P.ti | G | V | N | P | GF | GS | DR |
| ----------------- | ---- | - | - | - | - | -- | -- | -- |
| 1. Cesena         | 7    | 5 | 2 | 3 | 0 | 6  | 2  | +4 |
| 2. Avellino       | 6    | 5 | 2 | 2 | 1 | 6  | 5  | +1 |
| 3. Inter          | 5    | 5 | 2 | 1 | 2 | 7  | 6  | +1 |
| 4. Sambenedettese | 5    | 5 | 1 | 3 | 1 | 3  | 2  | +1 |
| 5. Parma          | 5    | 5 | 1 | 3 | 1 | 6  | 6  | 0  |
| 6. Empoli         | 2    | 5 | 1 | 0 | 4 | 2  | 9  | -7 |

| Arbitro: | Ciulli (Roma) |

|             |           |  |
| Bonesso 82’ | Marcatori |  |

| Arbitro: | Vitali (Bologna) |

|  |           |                |
|  | Marcatori | 26’ Barbadillo |

| Arbitro: | Da Pozzo (Monza) |

|               |           |                            |
| Colasanto 70’ | Marcatori | 42’ (aut.) Ipsaro Passione |

| Avellino 24 agosto 1983, ore 17:30 CEST 2ª giornata | Avellino      | 0 – 0 referto | Sambenedettese | Stadio Partenio\| Arbitro: \| Testa (Prato) \| |
| Arbitro:                                            | Testa (Prato) |               |                |                                                |

| Arbitro: | Paparesta (Bari) |

|                                  |           |             |
| Bagni 30’ (rig.) Sabato 34’, 81’ | Marcatori | 42’ Zennaro |

| Arbitro: | Tubertini (Bologna) |

|            |           |             |
| Aselli 38’ | Marcatori | 44’ Cuttone |

| Arbitro: | Ongaro (Rovigo) |

|                             |           |  |
| Garlini 1’, 46’ Sanguin 70’ | Marcatori |  |

| Arbitro: | Bianciardi (Siena) |

|                    |           |                                                |
| Panizza 35’ (rig.) | Marcatori | 10’ (aut.) Pin 55’ (rig.) Colomba 79’ Bergossi |

| Arbitro: | Benedetti (Roma) |

|                  |           |  |
| Faccini 50’, 84’ | Marcatori |  |

| Arbitro: | Baldi (Roma) |

|  |           |                                |
|  | Marcatori | 27’ Barbuti 53’ Di Pietropaolo |

| Arbitro: | Barbaresco (Cormons) |

|                                      |           |                      |
| Serena 73’ Altobelli 81’ (rig.), 88’ | Marcatori | 77’ (aut.) Collovati |

| San Benedetto del Tronto 31 agosto 1983, ore 21:00 CEST 4ª giornata | Sambenedettese     | 0 – 0 referto | Cesena | Stadio Fratelli Ballarin\| Arbitro: \| Sguizzato (Verona) \| |
| Arbitro:                                                            | Sguizzato (Verona) |               |        |                                                              |

| Arbitro: | Benedetti (Roma) |

|                 |           |             |
| Tagliaferri 34’ | Marcatori | 65’ Garlini |

| Arbitro: | Polacco (Conegliano) |

|           |           |  |
| Radio 35’ | Marcatori |  |

| Arbitro: | Pieri (Genova) |

|                    |           |               |
| Di Pietropaolo 22’ | Marcatori | 37’ Altobelli |

### Girone 5
| Squadra     | P.ti | G | V | N | P | GF | GS | DR |
| ----------- | ---- | - | - | - | - | -- | -- | -- |
| 1. Roma     | 9    | 5 | 4 | 1 | 0 | 11 | 4  | +7 |
| 2. Milan    | 8    | 5 | 3 | 2 | 0 | 8  | 2  | +6 |
| 3. Rimini   | 5    | 5 | 2 | 1 | 2 | 8  | 8  | 0  |
| 4. Atalanta | 4    | 5 | 1 | 2 | 2 | 5  | 7  | -2 |
| 5. Arezzo   | 3    | 5 | 0 | 3 | 2 | 2  | 5  | -3 |
| 6. Padova   | 1    | 5 | 0 | 1 | 4 | 3  | 11 | -8 |

| Arezzo 21 agosto 1983, ore 20:30 CEST 1ª giornata | Arezzo           | 0 – 0 referto | Milan | Stadio Comunale\| Arbitro: \| Paparesta (Bari) \| |
| Arbitro:                                          | Paparesta (Bari) |               |       |                                                   |

| Arbitro: | Boschi (Parma) |

|                        |           |  |
| Magrin 44’ Snidaro 65’ | Marcatori |  |

| Arbitro: | Pairetto (Torino) |

|               |           |                              |
| Cinquetti 68’ | Marcatori | 54’, 63’ Vincenzi 75’ Pruzzo |

| Arbitro: | Mattei (Macerata) |

|  |           |              |
|  | Marcatori | 52’ Vincenzi |

| Arbitro: | Redini (Pisa) |

|  |           |                  |
|  | Marcatori | 16’, 63’ Damiani |

| Arbitro: | Luci (Firenze) |

|               |           |                  |
| Cinquetti 80’ | Marcatori | 70’ Magnocavallo |

| Arbitro: | Pezzella (Frattamaggiore) |

|                                |           |              |
| Battistini 8’ Damiani 35’, 80’ | Marcatori | 16’ Nicassio |

| Padova 28 agosto 1983, ore 20:30 CEST 3ª giornata | Padova             | 0 – 0 referto | Arezzo | Stadio Silvio Appiani\| Arbitro: \| De Marchi (Novara) \| |
| Arbitro:                                          | De Marchi (Novara) |               |        |                                                           |

| Arbitro: | Ballerini (La Spezia) |

|                                |           |  |
| Pruzzo 24’ (rig.) Strukelj 70’ | Marcatori |  |

| Arbitro: | D'Elia (Salerno) |

|  |           |                               |
|  | Marcatori | 27’ (rig.) Baresi 55’ Carotti |

| Arbitro: | Lamorgese (Potenza) |

|                                    |           |  |
| Cinquetti 32’ (rig.) Schillaci 83’ | Marcatori |  |

| Arbitro: | Lanese (Messina) |

|                                          |           |                          |
| Cerezo 18’, 70’ Graziani 31’ Maldera 42’ | Marcatori | 14’ Coppola 66’ Graziani |

| Arbitro: | Altobelli (Roma) |

|                              |           |                      |
| Sella 43’ Pacione 52’ (aut.) | Marcatori | 19’ Magrin 70’ Mutti |

| Arbitro: | Menicucci (Firenze) |

|                |           |              |
| Battistini 32’ | Marcatori | 22’ Vincenzi |

| Arbitro: | Pellicanò (Reggio Calabria) |

|                    |           |                                |
| Aversano 7’ (aut.) | Marcatori | 42’, 70’ Nicolini 69’ Corrieri |

### Girone 6
| Squadra              | P.ti | G | V | N | P | GF | GS | DR |
| -------------------- | ---- | - | - | - | - | -- | -- | -- |
| 1. Torino            | 8    | 5 | 3 | 2 | 0 | 12 | 3  | +9 |
| 2. Lanerossi Vicenza | 7    | 5 | 3 | 1 | 1 | 6  | 6  | 0  |
| 3. Genoa             | 6    | 5 | 2 | 2 | 1 | 8  | 6  | +2 |
| 4. Monza             | 5    | 5 | 0 | 5 | 0 | 6  | 6  | 0  |
| 5. Palermo           | 2    | 5 | 0 | 2 | 3 | 4  | 8  | -4 |
| 6. Foggia            | 2    | 5 | 0 | 2 | 3 | 2  | 9  | -7 |

| Arbitro: | Coppetelli (Tivoli) |

|               |           |            |
| Antonelli 15’ | Marcatori | 4’ Pessina |

| Arbitro: | Pezzella (Frattamaggiore) |

|                            |           |               |
| Elòi 21’, 83’ Faccenda 53’ | Marcatori | 22’ Montesano |

| Arbitro: | Altobelli (Roma) |

|  |           |                                       |
|  | Marcatori | 38’, 70’, 75’, 89’ Schachner 49’ Caso |

| Arbitro: | Longhi (Roma) |

|                                   |           |                 |
| Rondon 19’ Pasciullo 64’ Grop 74’ | Marcatori | 67’ (rig.) Elòi |

| Arbitro: | Sguizzato (Verona) |

|             |           |                        |
| Colombo 35’ | Marcatori | 34’ (rig.) De Stefanis |

| Arbitro: | Esposito (Torre del Greco) |

|                                               |           |  |
| Selvaggi 16’ Dossena 37’ Hernandez 71’ (rig.) | Marcatori |  |

| Arbitro: | Da Pozzo (Monza) |

|  |           |                          |
|  | Marcatori | 15’ Pasciullo 39’ Rondon |

| Arbitro: | Lo Bello (Siracusa) |

|                        |           |                           |
| Antonelli 11’ Elòi 61’ | Marcatori | 89’ Colombo 90’ Fontanini |

| Arbitro: | D'Elia (Salerno) |

|                        |           |                             |
| De Stefanis 36’ (rig.) | Marcatori | 44’ Schachner 81’ Hernandez |

| Arbitro: | Magni (Bergamo) |

|  |           |                            |
|  | Marcatori | 32’ Briaschi 87’ Simonetta |

| Arbitro: | Coppetelli (Tivoli) |

|                |           |  |
| Lutterotti 80’ | Marcatori |  |

| Arbitro: | Angelelli (Terni) |

|                    |           |                           |
| Ambu 20’ Ronco 71’ | Marcatori | 13’ Schachner 88’ Dossena |

| Monza 4 settembre 1983, ore 20:30 CEST 5ª giornata | Monza         | 0 – 0 referto | Lanerossi Vicenza | Stadio Gino Alfonso Sada\| Arbitro: \| Testa (Prato) \| |
| Arbitro:                                           | Testa (Prato) |               |                   |                                                         |

| Arbitro: | Ongaro (Rovigo) |

|                        |           |                |
| De Stefanis 83’ (rig.) | Marcatori | 2’ Petruzzelli |

| Torino 4 settembre 1983, ore 20:30 CEST 5ª giornata | Torino            | 0 – 0 referto | Genoa | Stadio Comunale\| Arbitro: \| Mattei (Macerata) \| |
| Arbitro:                                            | Mattei (Macerata) |               |       |                                                    |

### Girone 7
| Squadra       | P.ti | G | V | N | P | GF | GS | DR |
| ------------- | ---- | - | - | - | - | -- | -- | -- |
| 1. Verona     | 8    | 5 | 3 | 2 | 0 | 8  | 2  | +6 |
| 2. Reggiana   | 6    | 5 | 1 | 4 | 0 | 3  | 2  | +1 |
| 3. Campobasso | 4    | 5 | 0 | 4 | 1 | 4  | 5  | -1 |
| 4. Cagliari   | 4    | 5 | 0 | 4 | 1 | 3  | 4  | -1 |
| 5. Carrarese  | 4    | 5 | 1 | 2 | 2 | 5  | 7  | -2 |
| 6. Catania    | 4    | 5 | 1 | 2 | 2 | 3  | 6  | -3 |

| Carrara 21 agosto 1983, ore 21:00 CEST 1ª giornata | Carrarese           | 0 – 0 referto | Cagliari | Stadio dei Marmi\| Arbitro: \| Lamorgese (Potenza) \| |
| Arbitro:                                           | Lamorgese (Potenza) |               |          |                                                       |

| Arbitro: | Angelelli (Terni) |

|             |           |                  |
| Mastalli 8’ | Marcatori | 40’ (rig.) Gadda |

| Arbitro: | Tubertini (Bologna) |

|              |           |  |
| Fontolan 82’ | Marcatori |  |

| Arbitro: | Vitali (Bologna) |

|                  |           |           |
| Piras 27’ (aut.) | Marcatori | 42’ Uribe |

| Arbitro: | Magni (Bergamo) |

|                             |           |  |
| Del Nero 72’ Cacciatori 88’ | Marcatori |  |

| Reggio Emilia 24 agosto 1983, ore 20:45 CEST 2ª giornata | Reggiana           | 0 – 0 referto | Verona | Stadio Mirabello\| Arbitro: \| Lombardo (Marsala) \| |
| Arbitro:                                                 | Lombardo (Marsala) |               |        |                                                      |

| Cagliari 28 agosto 1983, ore 20:15 CEST 3ª giornata | Cagliari      | 0 – 0 referto | Reggiana | Stadio Sant'Elia\| Arbitro: \| Redini (Pisa) \| |
| Arbitro:                                            | Redini (Pisa) |               |          |                                                 |

| Arbitro: | Boschi (Parma) |

|                          |           |                         |
| Tacchi 11’ Donatelli 74’ | Marcatori | 31’ Del Nero 40’ Araldi |

| Arbitro: | Mattei (Macerata) |

|                        |           |  |
| Fontolan 39’ Iorio 80’ | Marcatori |  |

| Arbitro: | Longhi (Roma) |

|  |           |                                      |
|  | Marcatori | 23’ Volpati 68’ Di Gennaro 72’ Iorio |

| Arbitro: | Esposito (Torre del Greco) |

|                |           |  |
| Cantarutti 70’ | Marcatori |  |

| Reggio Emilia 31 agosto 1983, ore 20:45 CEST 4ª giornata | Reggiana       | 0 – 0 referto | Campobasso | Stadio Mirabello\| Arbitro: \| Luci (Firenze) \| |
| Arbitro:                                                 | Luci (Firenze) |               |            |                                                  |

| Arbitro: | Ballerini (La Spezia) |

|                     |           |                             |
| Piras 12’ Uribe 76’ | Marcatori | 58’ Galderisi 70’ Sacchetti |

| Arbitro: | De Marchi (Novara) |

|                       |           |             |
| Maragliulo 63’ (rig.) | Marcatori | 67’ Bilardi |

| Arbitro: | Leni (Perugia) |

|                      |           |          |
| Bosco 18’ Tusino 33’ | Marcatori | 8’ Taffi |

### Girone 8
| Squadra       | P.ti | G | V | N | P | GF | GS | DR |
| ------------- | ---- | - | - | - | - | -- | -- | -- |
| 1. Ascoli     | 9    | 5 | 4 | 1 | 0 | 12 | 5  | +7 |
| 2. Fiorentina | 7    | 5 | 3 | 1 | 1 | 11 | 5  | +6 |
| 3. Como       | 5    | 5 | 2 | 1 | 2 | 6  | 5  | +1 |
| 4. Lecce      | 3    | 5 | 0 | 3 | 2 | 5  | 9  | -4 |
| 5. Casertana  | 3    | 5 | 1 | 1 | 3 | 4  | 9  | -5 |
| 6. Pescara    | 3    | 5 | 1 | 1 | 3 | 2  | 7  | -5 |

| Arbitro: | De Marchi (Novara) |

|                       |           |             |
| Alivernini 40’ (rig.) | Marcatori | 81’ Luperto |

| Arbitro: | Lombardo (Marsala) |

|  |           |           |
|  | Marcatori | 44’ Juary |

| Arbitro: | Pieri (Genova) |

|  |           |                          |
|  | Marcatori | 38’ Antognoni 83’ Pulici |

| Arbitro: | Leni (Perugia) |

|                             |           |  |
| Juary 2’, 28’ Dell'Oglio 8’ | Marcatori |  |

| Arbitro: | Ongaro (Rovigo) |

|               |           |  |
| Gibellini 24’ | Marcatori |  |

| Arbitro: | Benedetti (Roma) |

|             |           |            |
| Bagnato 35’ | Marcatori | 74’ Pulici |

| Arbitro: | Facchin (Udine) |

|                                   |           |  |
| Pulici 43’ Monelli 64’ Oriali 89’ | Marcatori |  |

| Arbitro: | Ciulli (Roma) |

|                       |           |                              |
| Bagnato 49’ Rizzo 77’ | Marcatori | 28’ (aut.) Orlandi 73’ Juary |

| Pescara 28 agosto 1983, ore 18:30 CEST 3ª giornata | Pescara              | 0 – 0 referto | Como | Stadio Adriatico\| Arbitro: \| Polacco (Conegliano) \| |
| Arbitro:                                           | Polacco (Conegliano) |               |      |                                                        |

| Arbitro: | Pairetto (Torino) |

|              |           |                                |
| Raffaele 74’ | Marcatori | 24’ Borghi 35’, 40’ Trifunović |

| Arbitro: | Pirandola (Lecce) |

|                             |           |           |
| Monelli 12’, 77’ Pulici 86’ | Marcatori | 51’ Butti |

| Arbitro: | Tubertini (Bologna) |

|                    |           |  |
| Polenta 88’ (rig.) | Marcatori |  |

| Arbitro: | Facchin (Udine) |

|                                              |           |                         |
| Borghi 38’ De Vecchi 45’ (rig.) Pochesci 83’ | Marcatori | 86’ Carobbi 88’ Bertoni |

| Arbitro: | Luci (Firenze) |

|                                   |           |                     |
| Alivernini 6’ Olivotto 14’ (aut.) | Marcatori | 72’ (rig.) Cozzella |

| Arbitro: | Pairetto (Torino) |

|                                           |           |             |
| Todesco 15’ Matteoli 20’, 73’ Manarin 49’ | Marcatori | 37’ Orlandi |

## Ottavi di finale
| Squadra 1         | Totale | Squadra 2  | Andata | Ritorno     |
| ----------------- | ------ | ---------- | ------ | ----------- |
| Avellino          | 1 - 3  | Verona     | 1 - 0  | 0 - 3 (dts) |
| Cesena            | 1 - 2  | Fiorentina | 1 - 1  | 0 - 1       |
| Juventus          | 3 - 4  | Bari       | 1 - 2  | 2 - 2       |
| Roma              | 3 - 0  | Reggiana   | 2 - 0  | 1 - 0       |
| Sampdoria         | 3 - 2  | Ascoli     | 1 - 0  | 2 - 2       |
| Triestina         | 0 - 2  | Udinese    | 0 - 0  | 0 - 2       |
| Varese            | 1 - 3  | Torino     | 1 - 0  | 0 - 3       |
| Lanerossi Vicenza | 1 - 3  | Milan      | 0 - 1  | 1 - 2       |

### Tabellini
| Arbitro: | Vitali (Bologna) |

|             |           |  |
| Schiavi 20’ | Marcatori |  |

| Arbitro: | Lombardo (Marsala) |

|                                        |           |  |
| Iorio 36’, 119’ (rig.) Di Gennaro 112’ | Marcatori |  |

| Arbitro: | Longhi (Roma) |

|              |           |                      |
| Arrigoni 37’ | Marcatori | 16’ (rig.) Antognoni |

| Arbitro: | Pezzella (Frattamaggiore) |

|            |           |  |
| Pulici 55’ | Marcatori |  |

| Arbitro: | Magni (Bergamo) |

|            |           |                         |
| Scirea 65’ | Marcatori | 27’ Messina 90+1’ Lopez |

| Arbitro: | Redini (Pisa) |

|                                     |           |                          |
| Messina 23’ (rig.) Lopez 90’ (rig.) | Marcatori | 53’ Platini 81’ Tardelli |

| Arbitro: | Lombardo (Marsala) |

|                           |           |  |
| Vincenzi 45’ Graziani 82’ | Marcatori |  |

| Arbitro: | Esposito (Torre del Greco) |

|  |           |            |
|  | Marcatori | 37’ Cerezo |

| Arbitro: | Angelelli (Terni) |

|             |           |  |
| Chiorri 53’ | Marcatori |  |

| Arbitro: | Bianciardi (Siena) |

|                                |           |                       |
| Juary 46’ De Vecchi 74’ (rig.) | Marcatori | 11’ Renica 30’ Zanone |

| Trieste 8 febbraio 1984, ore 15:00 CET Ottavi di finale - Andata | Triestina        | 0 – 0 referto | Udinese | Stadio Giuseppe Grezar\| Arbitro: \| Altobelli (Roma) \| |
| Arbitro:                                                         | Altobelli (Roma) |               |         |                                                          |

| Arbitro: | Vitali (Bologna) |

|               |           |  |
| Zico 11’, 21’ | Marcatori |  |

| Arbitro: | Benedetti (Roma) |

|            |           |  |
| Auteri 63’ | Marcatori |  |

| Arbitro: | Lanese (Messina) |

|                                 |           |  |
| Schachner 49’, 59’ Selvaggi 75’ | Marcatori |  |

| Arbitro: | Paparesta (Bari) |

|  |           |             |
|  | Marcatori | 59’ Carotti |

| Arbitro: | Angelelli (Terni) |

|                                |           |          |
| Blissett 43’ Baresi 65’ (rig.) | Marcatori | 76’ Grop |

## Quarti di finale
| Squadra 1 | Totale | Squadra 2  | Andata | Ritorno     |
| --------- | ------ | ---------- | ------ | ----------- |
| Bari      | 4 - 2  | Fiorentina | 2 - 1  | 2 - 1       |
| Roma      | 3 - 2  | Milan      | 1 - 1  | 2 - 1 (dts) |
| Sampdoria | 1 - 1  | Torino     | 1 - 1  | 0 - 0       |
| Udinese   | 2 - 2  | Verona     | 2 - 1  | 0 - 1       |

### Tabellini
| Arbitro: | Longhi (Roma) |

|                         |           |            |
| Messina 5’ Galluzzo 85’ | Marcatori | 45’ Oriali |

| Arbitro: | Lanese (Messina) |

|                |           |                           |
| Passarella 16’ | Marcatori | 25’ Guastella 66’ Acerbis |

| Arbitro: | Pieri (Genova) |

|                          |           |                  |
| Di Bartolomei 54’ (rig.) | Marcatori | 48’ (aut.) Nappi |

| Arbitro: | Redini (Pisa) |

|             |           |                |
| Carotti 33’ | Marcatori | 2’, 93’ Cerezo |

| Arbitro: | Altobelli (Roma) |

|            |           |                      |
| Mancini 2’ | Marcatori | 20’ (rig.) Hernandez |

| Torino 10 giugno 1984, ore 20:30 CEST Quarti di finale - Ritorno | Torino           | 0 – 0 referto | Sampdoria | Stadio Comunale\| Arbitro: \| D'Elia (Salerno) \| |
| Arbitro:                                                         | D'Elia (Salerno) |               |           |                                                   |

| Arbitro: | Pairetto (Torino) |

|                             |           |           |
| Gerolin 52’ De Agostini 63’ | Marcatori | 36’ Iorio |

| Arbitro: | Ciulli (Roma) |

|                  |           |  |
| Iorio 45’ (rig.) | Marcatori |  |

## Semifinali
| Squadra 1 | Totale | Squadra 2 | Andata | Ritorno |
| --------- | ------ | --------- | ------ | ------- |
| Bari      | 2 - 5  | Verona    | 1 - 2  | 1 - 3   |
| Torino    | 1 - 4  | Roma      | 1 - 3  | 0 - 1   |

### Tabellini
| Arbitro: | Barbaresco (Cormons) |

|              |           |                      |
| Galluzzo 63’ | Marcatori | 34’ Jordan 40’ Iorio |

| Arbitro: | Redini (Pisa) |

|                                |           |             |
| Galderisi 38’, 68’ Volpati 57’ | Marcatori | 75’ Messina |

| Arbitro: | Bergamo (Livorno) |

|              |           |                            |
| Selvaggi 55’ | Marcatori | 6’ Conti 50’, 79’ Strukelj |

| Arbitro: | Lo Bello (Siracusa) |

|           |           |  |
| Conti 81’ | Marcatori |  |

## Finale
| Squadra 1 | Totale | Squadra 2 | Andata | Ritorno |
| --------- | ------ | --------- | ------ | ------- |
| Verona    | 1 - 2  | Roma      | 1 - 1  | 0 - 1   |

### Andata
| Arbitro: | Casarin (Milano) |

| |            | |
| Storgato 72’ | Marcatori  | 49’ Cerezo |
| Claudio Garella Mauro Ferroni Luciano Marangon Domenico Volpati Silvano Fontolan Roberto Tricella (c) Luciano Bruni (88' Joe Jordan) Massimo Storgato Maurizio Iorio Antonio Di Gennaro Giuseppe Galderisi | Formazioni | Franco Tancredi Michele Nappi Emidio Oddi Sebino Nela Falcão Aldo Maldera Bruno Conti Toninho Cerezo Roberto Pruzzo (88' Odoacre Chierico) Agostino Di Bartolomei (c) Francesco Graziani |
| Osvaldo Bagnoli | Allenatori | Nils Liedholm |

### Ritorno
| Arbitro: | Casarin (Milano) |

| |            | |
| Ferroni 27’ (aut.) | Marcatori  | |
| Franco Tancredi Michele Nappi Sebino Nela Agostino Di Bartolomei (c) Falcão Aldo Maldera Bruno Conti (18' Mark Strukelj poi 62' Giuseppe Giannini) Toninho Cerezo Roberto Pruzzo (80' Francesco Vincenzi) Odoacre Chierico Francesco Graziani | Formazioni | Claudio Garella Mauro Ferroni Luciano Marangon (54' Luciano Bruni) Domenico Volpati Silvano Fontolan Roberto Tricella (c) Pietro Fanna Massimo Storgato (83' Mario Guidetti) Maurizio Iorio Antonio Di Gennaro Giuseppe Galderisi (70' Joe Jordan) |
| Nils Liedholm | Allenatori | Osvaldo Bagnoli |